# 国際連合事務次長
国際連合事務次長（こくさいれんごうじむじちょう、USG: Under-Secretary-General of the United Nations）は、国際連合機関における高官である。
事務次長（USG）は、事務総長(SG: Secretary-General)、副事務総長(DSG: Deputy Secretary-General)に次いで国連で3番目に高い地位にある。
事務次長（USG）は、各国連機関の長、国連事務局の一部の高官、高級特使であり、その下に国際連合事務次長補（ASG：Assistant Secretary-General)が位置する。

## 任命と権限
通常は事務総長の推薦を受けて国連総会が任命し、任期は4年で更新が可能である。一部の事務次長（特使、事務局任命者(Secretariat-appointee)、非プログラム管理職など）は、事務総長が自らの権限で直接任命する。いずれの場合も、全ての事務次長については、事務総長を通じて国連総会で報告される。内部監視業務担当事務次長(Under-Secretary-General for Internal Oversight Services)のみ、国連総会に直接報告される。
国連総会で任命された事務次長は、事務総長から独立した権限を持っているため、国連総会の同意がない限り、事務総長が解任することができない。この制限により、事務総長の能力が弱められると多くの評論家が分析している。
事務次長は、国連加盟国の閣僚と同等の外交的地位を有し、国連憲章第105条に基づき外交特権を有している。

## 地位
国連の上級職の中には、事務次長に相当する地位にありながら、正式な称号を与えられていないか、または使用しないことを選択している者もいる。最も顕著な例は、国連開発計画の事務局長で、国連内で3番目の高官と呼ばれることが多いが、事務次長の称号を使用していない。

## 一覧
事務次長（USG）と同等の階級にあるものは以下がある。

### 事務局長
国際連合の各組織の長たる事務局長。